# ليام كيلين
ليام كيلين (بالإنجليزية: Liam Killeen) مواليد 12 أبريل 1982 في وسترشير، إنجلترا، المملكة المتحدة، هو دراج إنجليزي. شارك في دورة الألعاب الأولمبية الصيفية.

## الميداليات
| الميدالية | المسابقة                  |
| --------- | ------------------------- |
| برونزية   | دورة ألعاب الكومنولث 2002 |
| ذهبية     | دورة ألعاب الكومنولث 2006 |

## وصلات خارجية
- الموقع الرسمي

## روابط خارجية
- ليام كيلين على موقع أرشيف الدراجات (الإنجليزية)
- ليام كيلين على موقع إحصائيات الدراجات الإحترافية (الإنجليزية)
- ليام كيلين على موقع أوليمبيديا (الإنجليزية)
- ليام كيلين على موقع اللجنة الأولمبية البريطانية (الإنجليزية)
- ليام كيلين على موقع اتحاد ألعاب الكومنولث (مؤرشف) (الإنجليزية)
- ليام كيلين على موقع اتحاد ألعاب الكومنولث (مؤرشف) (الإنجليزية)
- ليام كيلين على موقع دورة ألعاب الكومنولث 2006 (مؤرشف) (الإنجليزية)